# Милан Радека
Милан Радека (Мекињар, 1897 — Карловац, 1982) је био свештеник, вероучитељ и историчар.

## Биографија
Милан Радека је рођен 1897. године у Мекињару на Крбави у Лици. Већи део живота провео је у Карловцу у којем је као православни свештеник обављао и послове вероучитеља у тамошњој гимназији. После проглашења НДХ био је заточен у усташким затворима и логорима у Загребу, Копривници и Цапрагу, а затим и прогнан у Србију. У Београду је предавао у Другој женској гимназији и Учитељској школи. После ослобођења враћа се у Карловац где је до пензионисања био професор у Гимназији.
Изучавао је црквену, друштвено-политичку и културну историју Лике, Крбаве, Гацке, Капеле, Кордуна, Баније и других подручја Горњокарловачке епархије.
Прота професор Радека је је био и полиглота: говорио је три класична језика и неколико великих европских језика. 
Учествовао је у оснивању 1945. године и био први председник пододбора Српског културног друштва СКД „Просвјета“ у Карловцу. Умро је у Карловцу 1982. године од последица саобраћајне несреће у којој је страдала и његова супруга Неда.
Од 2008. године улица Нова 4. у Бусијама, приградском насељу Београда, носи име по Милану Радеки.

## Дела
- Радека, Милан (1963). Срби и православље Горње Крајине. Загреб: Савез удружења православног свештенства.
- Радека, Милан (1975). Горња Крајина или Карловачко владичанство. Загреб: Савез удружења православних свештеника.
- Радека, Милан (1989). Кордун у прошлости. Загреб: Просвјета.